# Siergiej von der Pahlen
Siergiej Siergiejewicz von der Pahlen, ros. Сергей Сергевич фон дер Пален (ur. 13 lipca 1915 lub 1916 r. w Groß Eckau w Kurlandii, zm. 29 marca 1991 r. w Paryżu) – oficer sztabu Rosyjskiej Narodowej Armii Ludowej i jednocześnie komendant Szkłowa podczas II wojny światowej, emigracyjny działacz społeczno-państwowy
Był Niemcem bałtyckim z książęcego rodu von der Pahlen. Jego rodzice w 1918 r. wyjechali z Rosji do Francji. Siergiej S. von der Pahlen zamieszkał w Nicei, gdzie ukończył szkołę średnią. Podczas okupacji niemieckiej w 1941 r. wszedł w skład Komitetu Samopomocy Rosyjskich Emigrantów we Francji. Organizował darmowe posiłki dla biednych emigrantów rosyjskich. Na pocz. 1942 r. wraz z grupą Białych Rosjan przybył na okupowaną przez wojska niemieckie Białoruś, gdzie został oficerem sztabu nowo formowanej Rosyjskiej Narodowej Armii Ludowej (RNNA). Ponadto objął funkcję komendanta Szkłowa. Jednakże aby nie być rozstrzelanym przez Niemców za zdjęcie portretu Adolfa Hitlera w gmachu komendantury, przeniesiono go z powrotem do Paryża. Zajmował się tam działalnością handlową. Po zakończeniu wojny został członkiem Rady Związku Szlachty Rosyjskiej. W 1963 r. objął funkcję wiceprezesa organizacji. Należał też do Związku Szlachty Pribałtyki i Klubu Sankt-Petersburskiego.